# Omri (Vorname)
Omri (hebräisch עָמְרִי) ist ein hebräischer männlicher Vorname ungeklärter Herkunft, möglicherweise mit der Bedeutung „Leben“ oder „Diener“.

## Namensträger

### Historische Zeit
- Omri (gest. um 870 v. Chr.), König Israels, Person der Bibel

### Vorname
- Omri Altman (geb. 1994), israelischer Fußballspieler
- Omri Boehm (geb. 1979), deutsch-israelischer Philosoph und Hochschullehrer
- Omri Casspi (geb. 1988), israelischer Basketballspieler
- Omri Katz (geb. 1976), US-amerikanischer Schauspieler
- Omri Nitzan (1950–2021), israelischer Theaterregisseur und Intendant
- Omri Scharon (geb. 1964), israelischer Landwirt und Politiker
- Omri Ziegele (geb. 1959), Schweizer Altsaxophonist des Free Jazz